# Variant Omicron du SARS-CoV-2
Wikipédia ne donne pas de conseils médicaux ou sanitaires. Cet article est susceptible de contenir des informations obsolètes ou inexactes. Seul un professionnel de la santé est apte à vous fournir un avis médical, et seules les autorités sanitaires de votre pays sont compétentes pour donner des consignes de santé publique relatives à la pandémie de Covid-19.

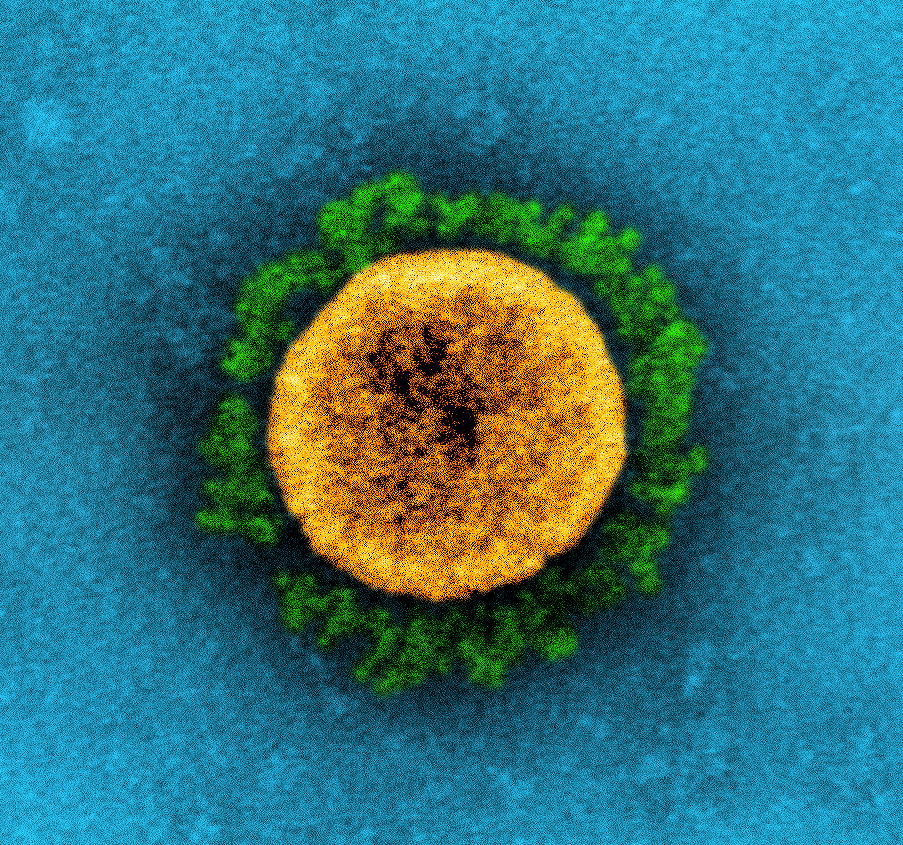
Image d'un spécimen de SARS-CoV-2. Le variant Omicron présente plusieurs mutations sur le péplomère (spicules en vert sur l'image).

Le variant Omicron ([ɔmikʀɔn],) du SARS-CoV-2, aussi appelé B.1.1.529 (synonyme BA.1) selon les lignées Pango, du clade GISAID GR/484A, est un variant du coronavirus responsable de la Covid-19. Nommé d'après la lettre grecque Omicron, le premier cas de ce variant est détecté le 9 novembre 2021 au Botswana. Le 26 novembre 2021, il est classé comme variant préoccupant par l'Organisation mondiale de la santé (OMS),,.
Le 1er juillet 2021, l'OMS publie la lignée Pango BA.2 comme étant une sous-lignée de Omicron, définissant alors BA.1 comme alias de B.1.1.529. Le 7 décembre 2021, l'OMS publie les lignées Pango BA.3, BA.4 et BA.5 comme étant des sous-lignées de Omicron.
Un nombre inhabituel de mutations, dont plusieurs inédites ou affectant le péplomère l'ont rendu plus transmissible et actif face au système immunitaire ou aux vaccins. Plusieurs restrictions d'entrées de voyageurs venant des pays où il a été détecté ont donc été mises en place au niveau international pour limiter sa propagation. Mi-décembre, il s'était cependant propagé, à une vitesse inédite selon l'OMS ;  « plus vite que n'importe lequel des variants précédents du coronavirus SARS-CoV-2, infectant facilement même ceux qui avaient été vaccinés ou qui avaient déjà eu le COVID-19 ».
Les virologues rappellent que l'apparition de variants en supplantant d'autres est un phénomène classique dans les épidémies ; un variant pouvant avoir une meilleure valeur sélective pour de nombreuses raisons autres qu'une meilleure transmissibilité, notamment à cause de changements dans les habitudes de son hôte humain,. Début 2022, une étude n'a pas trouvé de différence significative entre la charge virale d'Omicron et Delta. Quelques jours plus tard, une étude danoise non revue par les pairs suggère que la transmissibilité des variants d'Omicron et Delta ne semble pas différente, les personnes non vaccinées étant aussi susceptibles de contracter l'un ou l'autre variant, mais qu'Omicron semble échapper un peu plus à la vaccination que Delta. Une fois propagé, le variant Omicron reste toujours la majorité de contamination. Ainsi, en janvier 2023, plus de 99,6% de 70 000 séquences détectées dans le monde entier étaient celles d'Omicron, selon l'OMS.

## Origine
Selon une étude chinoise, le variant Omicron, atypique avec ses multiples mutations, résulterait d'une double transmission zoonotique :
1. de l'humain vers la souris, mi-2020 (transmission d'un virus SARS-CoV-2 de la lignée B.1.1) ;
2. du rongeur vers l'humain, fin 2021, après s'être adapté aux récepteurs cellulaires de l'animal.

## Classification

### Nomenclature
L'Organisation mondiale de la santé réserve une désignation en lettres grecques pour les « variants préoccupants »,.
Le 26 novembre 2021, le groupe consultatif technique de l'OMS sur l'évolution du virus du SRAS-CoV-2 a déclaré que la lignée PANGO B.1.1.529 était un variant préoccupant et l'a désigné par la lettre grecque omicron,,.
L'OMS a sauté les lettres précédentes nu et xi dans l'alphabet grec pour éviter toute confusion avec les similitudes du mot anglais « nouveau » et du nom de famille chinois Xi,,,.
Le projet GISAID lui a attribué l'identifiant de clade GR/484A et le projet Nextstrain lui a attribué l'identifiant de clade 21K.

## Mutations
| Gène                                              | Acide aminé     |
| ------------------------------------------------- | --------------- |
| Cadre de lecture ORF1ab                           | nsp3 : K38R     |
| Cadre de lecture ORF1ab                           | nsp3 : V1069I   |
| Cadre de lecture ORF1ab                           | nsp3 : Δ1265    |
| Cadre de lecture ORF1ab                           | nsp3 : L1266I   |
| Cadre de lecture ORF1ab                           | nsp3 : A1892T   |
| Cadre de lecture ORF1ab                           | nsp4 : T492I    |
| Cadre de lecture ORF1ab                           | nsp5 : P132H    |
| Cadre de lecture ORF1ab                           | nsp6 : Δ105-107 |
| Cadre de lecture ORF1ab                           | nsp6 : A189V    |
| Cadre de lecture ORF1ab                           | nsp12 : P323L   |
| Cadre de lecture ORF1ab                           | nsp14 : I42V    |
| Protéine Spike                                    | A67V            |
| Protéine Spike                                    | Δ69-70          |
| Protéine Spike                                    | T95I            |
| Protéine Spike                                    | G142D           |
| Protéine Spike                                    | Δ143-145        |
| Protéine Spike                                    | Δ211            |
| Protéine Spike                                    | L212I           |
| Protéine Spike                                    | ins214EPE       |
| Protéine Spike                                    | G339D           |
| Protéine Spike                                    | S371L           |
| Protéine Spike                                    | S373P           |
| Protéine Spike                                    | S375F           |
| Protéine Spike                                    | K417N           |
| Protéine Spike                                    | N440K           |
| Protéine Spike                                    | G446S           |
| Protéine Spike                                    | S477N           |
| Protéine Spike                                    | T478K           |
| Protéine Spike                                    | E484A           |
| Protéine Spike                                    | Q493R           |
| Protéine Spike                                    | G496S           |
| Protéine Spike                                    | Q498R           |
| Protéine Spike                                    | N501Y           |
| Protéine Spike                                    | Y505H           |
| Protéine Spike                                    | T547K           |
| Protéine Spike                                    | D614G           |
| Protéine Spike                                    | H655Y           |
| Protéine Spike                                    | N679K           |
| Protéine Spike                                    | P681H           |
| Protéine Spike                                    | N764K           |
| Protéine Spike                                    | D796Y           |
| Protéine Spike                                    | N856K           |
| Protéine Spike                                    | Q954H           |
| Protéine Spike                                    | N969K           |
| Protéine Spike                                    | L981F           |
| Protéine enveloppe                                | T9I             |
| Protéine Membrane (en)                            | D3G             |
| Protéine Membrane (en)                            | Q19E            |
| Protéine Membrane (en)                            | A63T            |
| Protéine Nucleocapside (en)                       | P13L            |
| Protéine Nucleocapside (en)                       | Δ31-33          |
| Protéine Nucleocapside (en)                       | R203K           |
| Protéine Nucleocapside (en)                       | G204R           |
| Sources : EDCD Threat Assessment Brief CoVariants |                 |

Le variant présente une grande quantité de mutations, dont certaines sont préoccupantes ou non répertoriées dans les autres variants.
Ainsi, 32 mutations affectent le péplomère, principale cible des anticorps et vaccins,.

## Chronologie

Carte des pays concernés par des cas de variant Omicron confirmés le 26 novembre 2021.

Le premier spécimen du variant Omicron est recueilli le 9 novembre 2021 au Botswana. Il est également détecté en Afrique du Sud et à Hong Kong chez un voyageur de retour d'Afrique du Sud,. Un autre cas est identifié en Israël chez un voyageur de retour du Malawi. Un cas est également détecté en Belgique chez un voyageur qui l'aurait éventuellement attrapé en Égypte avant le 11 novembre.
Les quatre premiers cas rapportés au Botswana, ainsi que les trois confirmés et suspectés en Israël, proviennent de personnes entièrement vaccinées,.
Fin novembre 2021, plusieurs États ont pris des mesures envers les voyageurs provenant de pays d'Afrique australe où le variant a été détecté. Certains interdisent les vols en provenance de ces pays, alors que d'autres demandent aux voyageurs de respecter un certain temps de quarantaine,.
Des inquiétudes à propos du possible impact économique du variant entraînent, en novembre 2021, une chute globale des marchés boursiers, dont le plus important recul de l'année pour le Dow Jones Industrial Average. Le prix des pétroles de type Brent Crude et West Texas Intermediate chute respectivement de 10 % et 11,7 %.

## Épidémiologie
Une augmentation exponentielle du nombre de cas partout en Afrique du Sud, constatée à partir du 19 novembre 2021, et principalement dans le Gauteng, serait attribuable à la lignée B.1.1.529,,.
Le 27 novembre 2021, le variant est également détecté dans quelques pays d'Europe : Royaume-Uni, Allemagne, Italie, Belgique, Tchéquie.
Le même jour, l'Institut national des maladies transmissibles de l'Afrique du Sud publie que 30 904 tests COVID effectués ont révélé 2 828 nouvelles infections (un quota de 9,2 %) pour un seul jour. Une semaine plus tard, 65 990 tests révèlent 16 055 nouvelles infections (un quota de 24,3 % et une croissance de 470 %),.
Mi-décembre 2021, le variant Omicron est à l'origine de 40 % des cas de contamination à Londres, ce qui est qualifié de « raz-de-marée » par Boris Johnson.
À la date du 4 décembre 2021, le variant Omicron ne représente que 0,7 % des cas de Covid-19 aux États-Unis et le variant Delta 99,3 %. À peine deux semaines plus tard, le 18 décembre, il compte pour 73,2 % des cas, le variant Delta ne représentant plus que 26,6 %. Selon une étude préliminaire de l'université de Hong Kong, le variant Omicron se répliquerait 70 fois plus vite dans les bronches mais 10 fois moins dans les poumons que le virus originel. Ce résultat indiquerait un virus nettement plus contagieux mais potentiellement moins dangereux : en fait, ce résultat ne dit pas grand chose autre que le taux de réplication du virus mesuré dans les bronches ou poumons.
Le 20 décembre 2021, un communiqué officiel informe du premier mort aux États-Unis, au Texas, en relation avec le variant Omicron. Il s'agit d'un homme de la cinquantaine, non vacciné et qui avait déjà été affecté par la Covid-19.

## Caractéristiques
Selon l'OMS, le risque de contracter une forme grave est moins important qu'avec les autres formes du Covid-19, mais sa propagation est plus rapide. Une étude de décembre 2021 sur des pseudovirus estime qu'il est quatre fois plus infectieux (et non pas contagieux) que le type naturel et deux fois plus que le variant Delta.
Les études initiales en Afrique du Sud publiées en décembre 2021, sur un nombre réduit de patients, mettent en évidence que l'échappement immunitaire est plus important que celui observé pour les précédents variants. L'action des anticorps produits par les personnes vaccinées (après deux doses du vaccin de Pfizer) est quarante fois moins bonne contre le variant omicron que contre la souche historique. Selon les premières études européennes, le même schéma vaccinal entraînerait une perte d'efficacité totale ou seulement sept fois inférieure. Toutefois, une troisième dose de vaccin rétablirait une protection partielle. Christian Drosten, directeur du département de virologie de l’hôpital universitaire berlinois de la Charité, nuance ces premiers résultats, en soulignant qu'« une réduction de 40 fois l’activité de neutralisation ne signifie pas que la vaccination protégera 40 fois moins. La perte réelle de l’immunité est bien moindre » et la protection contre les formes graves pourrait être conservée.
Une étude prépubliée en décembre 2021 menée sur neuf anticorps monoclonaux utilisés en clinique ou en phase de développement préclinique montre que six d'entre eux sont totalement inefficaces face au variant Omicron, tandis que les trois autres voient leur efficacité diminuée de 3 à 80 fois par rapport à leur action sur le variant Delta. Les tests menés sur des sujets un mois après une troisième dose du vaccin Pfizer montrent son efficacité contre le variant Omicron, mais également que ce variant nécessite une quantité d'anticorps de 5 à 31 fois supérieure à celle nécessaire pour le variant Delta pour être neutralisé. La durée de cette efficacité n'est toujours pas connue. La même étude montre par contre que des patients ayant été symptomatiques il y a plus de 12 mois ou ayant reçu les deux doses du vaccin Pfizer il y a plus de cinq mois ne sont quasiment pas protégés contre le variant Omicron,.
Une prépublication de l'Imperial College parue le 22 décembre 2021 suggère un plus faible risque d'hospitalisation avec le variant Omicron qu'avec le variant Delta, en notant toutefois une population plus jeune touchée par le variant Omicron donc moins à risque.
En ce qui concerne le syndrome dit Covid long, une étude publiée dans le British Medical Journal en juin 2022 présente que l'apparition de syndrome est moins fréquente que celle du variant Delta. La conclusion a été donnée, en comparaison entre 56 003 adultes testés positifs avec le variant Omicron du 20 décembre 2021 au 9 mars 2022 et 41 361 adultes contaminés par le Delta ainsi que testés du 1er juin au 27 novembre 2021. Le syndrome Covid long était déclaré par 2 501 patients ayant contaminé l'Omicron, soit 4,5%. Parmi les patients de Delta, 4 469 adultes, soit 10,8%, subissaient ce syndrome.
Certes, en comparaison avec le variant Delta, la tendance est que le symptôme de variant Omicron est moins grave. D'où, en Suisse, des voix s'élevaient pour classifier et traiter le Covid Omicron comme grippe normale. Or, le 15 février 2023, une équipe de l'université de Lucerne révélait que la mortalité des personnes hospitalisées à cause du variant Omicron (95% en B.1.1.529) reste 54% supérieure à celle des patients de grippe. La mortalité à cause d'Omicron augmente aussi deux ou trois fois élevée, parmi ceux qui avaient été accueillies par l'admission aux soins intensifs (USI), notamment pour les personnes âgées et celles qui subissaient la démence. L'analyse, à la base des renseignements auprès de quinze hôpitaux en Suisse, suggère que le virus Omicron doit être traité encore sérieux, en raison de sa mortalité élevée lors de l'hospitalisation,.

## Capacité supérieure du variant Omicron
La structure moléculaire d'Omicron, comparée avec celle du SRAS-CoV-2 originel et de ses autres variantes, montre des caractéristiques lui permettant d'échapper à nos défenses immunitaires, tout en maintenant sa capacité infectieuse, mais avec une maladie plus bénigne que pour les variants précédents, peut être parce qu'il semble moins adapté aux poumons qu'à la zone nez-gorge. Plus de 30 des mutations concernent la protéine de pointe qui permet au virus de s'ancrer sur ses cellules hôtes, alors que les variants précédents ne présentaient chacun qu'une dizaine de mutations sur leurs protéines de pointe. Et 15 de ces mutations concernent le domaine de liaison au récepteur de la protéine (RBD), qui permet la liaison avec la protéine ACE2 de l'hôte. Ce nombre de mutations est plus élevé que pour les variants précédents (les variants Delta et Alpha, antérieurs) ; chez les personnes guéries d'une Covid et/ou vaccinées, ces mutations ont remodelé les zones de la protéine reconnues par des anticorps « neutralisants », permettant de nouvelles infections. L'effet net est qu'Omicron se lie à ACE2 plus fortement que la version originale du SRAS-CoV-2, et aussi fortement que le variant Delta. Par sélection naturelle, Omicron a adopté une « solution moléculaire très élégante, où les mutations médient l'évasion immunitaire tout en améliorant la liaison aux récepteurs » (ses interactions entre le RBD d'Omicron et l'ACE2 sont améliorées par rapport aux variants précédents). Omicron utilise une voie de pénétration de la cellule plus lente, via des bulles (endosomes).
À la différence d'autres souches du Covid-19, le variant Omicron garde, depuis son apparition, une longue et large domination. Les chercheurs expliquent ces raisons par, d'une part, sa forte transmissibilité et, d'autre part, sa capacité d'échappement immunitaire. Ainsi, le sous-lignage BA.2.75.2, qui avait été récemment identifié, a échappé à douze des treize anticorps, dans le laboratoire de l'institut Karolinska. Benjamin Davido, infectiologue de l'hôpital Raymond-Poincaré, résume que le variant Omicron est celui qui sait se réinventer pour rester. En février 2023, le docteur Sara Cody, directrice de la sante publique de Santa Clara, souligne : « Ce que nous avons appris sur ce virus est qu'il continue à se changer et à se modifier, et qu'il s'agit d'une sorte de danse entre l'immunité de la population et ce que le virus fait. C'est un changement sans arrêt. C'est dynamique. »

## Efficacité des vaccins avec le variant Omicron
Une étude publiée en décembre 2021 ayant testé l'efficacité de six vaccins face au variant Omicron observe que seuls trois patients sur 13 ayant reçu deux doses du BBIBP-CorV de Sinopharm, un patient sur 12 ayant reçu le vaccin Janssen et aucun des 11 patients complètement vaccinés avec le Spoutnik V généraient des anticorps neutralisants contre le variant Omicron. Les trois autres vaccins testés, d'AstraZeneca, Moderna et Pfizer–BioNTech, étaient également moins efficaces avec seulement deux doses.
Le 8 décembre 2021, le Conseil scientifique émet un avis annonçant : « La dose de rappel de Moderna est actuellement de 50 µg. Elle pourrait être augmentée dans les semaines qui viennent à 100 µg pour induire une meilleure réponse immunologique vis-à-vis du variant Omicron ». Un communiqué de presse de Moderna du 20 décembre affirme que la dose de 50 µg augmente le niveau des anticorps neutralisants contre le variant Omicron d'un facteur 37, celle à 100 µg d'un facteur 83. Mais cette approche n'a pas abouti, Moderna et Pfizer préférant développer des vaccins bivalents, protégeant à la fois contre la souche historique et une souche Omicron. Ils sont déployés à l'automne 2022.

## Sous-variants d'Omicron

### BA.1, BA.2, BA.3, BA.4 et BA.5
Les virus mutent et produisent différentes lignées. Ainsi, au côté du variant Omicron BA.1, sont apparus les variants BA.2 et BA.3 qui lui sont apparentés. Ces trois variants partagent vingt-et-une mêmes mutations dans leur protéine spiculaire mais huit autres mutations sont spécifiques à BA.2 et six à BA.1. Celui-ci partage par ailleurs dix autres mutations avec BA.3. Enfin BA.2 et BA.3 partagent deux autres mutations.
En janvier 2022 au Danemark, le sous-variant BA.2 a déjà remplacé BA.1, un phénomène également constaté au Royaume-Uni, aux États-Unis et en Norvège, selon l'Institut Statens Serum (da) à Copenhague. Ce dernier confirma encore, le 31 janvier, que le variant BA.2 est plus transmissible que le BA.1, à la suite des études effectuées au Danemark. En ce qui concerne les Danois vaccinés, la transmission de BA.2 demeure moins agressive qu'auprès de ceux qui ne sont pas vaccinés.
Comme les autres variants, le variant Omicron (BA.1), au cours de sa propagation, finit par muter et produire à son tour des sous-variants comme BA.1.1 qui se distingue de BA.1 par la mutation R346K.
Le virus de la Covid-19 évolue sans arrêt. Un nouveau variant Omicron BA.2.12.1, qui avait été détecté à New York en février 2022, devint rapidement majoritaire dans cette ville et alentour. Ce sous-variant conserve les deux mutations S704L et L452Q héritées du BA.2 classique. Il a été supplanté par le BA.5 à l'été 2022.
Les variants BA.4 et BA.5, détectés en Afrique, ont acquis la mutation L452R qui contribuait à la propagation du variant Delta. Par ailleurs, le variant BA.4 est une recombinaison de BA.1 et de BA.3.
En juillet 2022, les spécialistes étaient attentifs à deux nouveaux variants : BA.5.3.1 et BA.2.75, dit Centaurus (Centaure), détecté pour la première fois en Inde puis en Australie, au Japon, au Canada, aux États-Unis, en Allemagne, au Royaume-Uni et aux Pays-Bas. Ce dernier présente de 8 nouvelles mutations par rapport à la souche de BA.2, dont la mutation G446S affectant une zone a priori « très antigénique » (le domaine de liaison au récepteur) et qui pourrait permettre d'échapper aux anticorps neutralisants ou d'affecter sa sévérité,. C'est la raison pour laquelle le BA.2.75 était particulièrement surveillé par les chercheurs aux États-Unis. Quant au BA.5.3.1, lui aussi possède une mutation inédite, N:E136D. En Allemagne, ce sous-variant représenterait 80 % des cas de BA.5.
Selon Daniel Robert Kuritzkes (Harvard Medical School), le Covid-19 n'évolue plus à grands pas (avec des variants très différents) mais aurait trouvé dans le variant Omicron une « niche évolutive » à laquelle il reste attaché, préférant se perfectionner en « bricolant » des améliorations à la marge.
Depuis le mois de septembre 2022, les scientifiques restaient très attentifs, car le variant BA.2.75 évoluait rapidement en tant que BA.2.75.2. Ce dernier était à cette date le variant le plus résistant aux anticorps disponibles. Sa capacité d'échapper à l'action neutralisante des anticorps serait cinq fois supérieure à celle du BA.5, le variant dominant du moment.

### Période de transition avec de nouveaux variants, plus contagieux
La situation à partir du mois d'octobre 2022 différait de celle des saisons précédentes. D'après Ryan Gregory, biologiste de l'université de Guelph, une dizaine de variants Omicron entraient simultanément en compétition pour prendre la relève des variants BA.4 et BA.5. Il s'agissait notamment des BA.2.75, BA.2.75.2, BA.2.3.20, BA.4.6, BQ.1, BQ.1.1 et XBB. Le 12 octobre, l'Organisation mondiale de la santé aussi a publié sa liste de sous-variants sous surveillance : BA.5, BA.2.75, BJ.1, BA.4.6, XBB, BA.2.3.20. Ceux-ci ont tendance à échapper à l'immunité acquise par une infection ou un vaccin.
Parmi eux, deux variants étaient particulièrement surveillés,. D'une part, le variant BQ.1.1 — alias B.1.1.529.5.3.1.1.1.1.1.1 —, qui aurait émergé au Nigeria, semblait présenté comme pouvant être associé à des troubles digestifs tels que diarrhées et vomissements. Dans certains pays, ces sous-variants BQ.1 et BQ.1.1 connaissaient une augmentation rapide des cas diagnostiqués, par exemple en France 21 % (semaine 41) ou 27 % aux États-Unis (29 octobre). En France, son pic épidémique a été constaté en décembre 2022 (en tant que 9e vague de novembre-décembre 2022). D'autre part, le XBB est un variant issu d'une recombinaison virale de BA.2.10.1 et de BA.2.75. Il avait été identifié le 12 septembre 2022 à Singapour. La caractéristique de ce variant est qu'il existe plus de risque de réinfection, notamment pour ceux qui ont été contaminés par un variant de Covid avant que celui d'Omicron n'apparaisse. À la fin du mois d'octobre 2022, il représentait 1,3 % des contaminations dans le monde entier et se présentait dans 35 pays.
En décembre, Tedros Adhanom Ghebreyesus, directeur général de l'OMS, a déclaré que circulent dans le monde entier plus de 500 sous-variants Omicron, tous plus contagieux. Auparavant, au contraire, un nouveau variant remplace toujours un Covid précédent.
Par ailleurs, la fin de l'année 2022 on observait une flambée épidémique du BF.7 (une sous-lignée du BA.5) en Chine, où l'immunité restait extrêmement basse, ce qui est constaté par le docteur Stuart Campbell Ray de l'université Johns-Hopkins. Dans ce pays, expliquait-il, sa nombreuse population et la vaccination vraiment moins efficace favorisaient cette explosion. Il est à noter que, dans la seconde moitié de 2022, ce variant BF.7 occupait jusqu'à quasiment 25 % de contamination aux Pays-Bas, puis diminue devant l'évolution du BQ.1. Or, ce dernier, BQ.1, a quasiment disparu. En août 2023, on ne comptait que moins de 1 % de contamination.

### Recombinaison avec variant Delta sans bilan comptable
Détecté au Royaume-Uni, à Leicestershire où les habitants indiens sont nombreux, un nouveau variant CH.1.1, dit Orthrus, était en surveillance. Cette souche y fut détectée, pour la première fois, en novembre 2022 tandis qu'elle se trouvait également en Inde et en Espagne. En surveillance, car, d'une part, en Angleterre, ce variant évoluait très vite dans la population. D'autre part, il s'agit d'un variant issu de BA.2.75 mais qui partage la mutation P681R avec le variant Delta, lequel provoque un symptôme plus grave. P681R est une mutation très connue. Elle est si agressive que le Delta peut attaquer plus facilement les cellules humaines. Selon les autorités britanniques, le CH.1.1 y présentait en janvier 2023 plus de 20% de contamination,.
À la suite de l'étude de l'université d'État de l'Ohio, l'évolution du variant CA.3.1 aussi était suivie par les chercheurs. Apparue aux États-Unis en décembre 2022, cette souche aussi possède la mutation L452R du variant Delta. Les scientifiques restent très attentifs, car la recombinaison peut provoquer tant plus de transmissibilité que le symptôme plus grave. L'étude de l'Ohio révèle aussi que ces CH.1.1 et CA.3.1 sont capables de résister plus fortement à la neutralisation du corps humain effectuée par l'anticorps. Leur capacité est supérieure à celle des variants XBB.
Toutefois, en juin 2023, ces variants ne se présentait guère en France, devant la domination des variants Omicron sur d'autres souches.

### XBB.1.5 dominant au premier semestre 2023
En cette même fin d'année 2022, un autre sous-variant, de la lignée recombinante XBB (BJ.1 x BA.2.75), s'imposait aux États-Unis : le XBB.1.5 y a été détecté en octobre 2022. Il présentait pour l'Europe, un risque épidémique supérieur au sous-variant chinois du fait de l'immunisation acquise au sortir de la vague BA.5,. Le 13 janvier 2023, le Centre européen de prévention et de contrôle des maladies a signalé que ce variant XBB.1.5 deviendrait dominant en Europe, même si la présence du XBB.1.5 y restait moins de 2,5% à la fin de l'année. Son calcul utilisant le modèle mathématique donnait sa prévision. Aux États-Unis le XBB.1.5 propageait 12 % plus vite en janvier 2023. En conséquence, les Centres pour le contrôle et la prévention des maladies (CDC) estimait qu'à la première semaine de février, le variant XBB.1.5 y présentait 74,7 % de contamination avec sa domination, mais sans provoquer trop d'hospitalisation. Le 23 mars, la Santé publique France déclare qu'à la semaine 9 (du 27 février au 5 mars), le XBB.1.5 représentait 56 % de contamination contre 45 % à la semaine 8.
Après avoir détecté en janvier 2023 un nouveau variant XBB.1.16 (ou Arcturus), l'Inde connaissait son explosion inattendue à partir de mois de mars. Aux États-Unis et en Angleterre, ce variant a commencé à remplacer le XBB.1.5. Il s'agit d'un recombinant de BA.2.10.1 et de BA.2.75, renforcé de trois mutations supplémentaires, E180V, F486P et K478R.
En ce qui concerne le nombre des variants d'Omicron qui circulaient dans le monde entier, l'OMS a révisé et augmenté en avril son estimation de 500 à plus de 600.
En juin 2023, le Covid-19 a considérablement diminué en France, selon la Santé publique France : 332 nouveaux cas entre 6 et 12 juin ainsi que taux de reproduction de la semaine du 28 mai 0,9. Nonobstant, le virus circulait toujours, et parmi les virus séquencés, 99,8 % d'Omicron ont été détectés (semaine du 22 mai). Le recombinant XBB.1.5 restait majoritaire mais avec 45 % de séquences. Enfin, ce dernier a diminué très rapidement. Devant les EG.5 et XBB.1.6, celui-ci ne se présentait, le 31 août, que 11 % en France.

### Variant EG.5.1, dit Eris
Le 19 juillet 2023, l'OMS a ajouté un nouveau variant dans la liste de l'investigation, juste avant que celui-ci ne rebondisse dans plusieurs pays. Il s'agit de la souche EG.5.1 qui est une descendance de XBB.1.9.2. Cette souche avait été détectée en mars 2023. Le variant a été surnommé Eris par Ryan Gregory, d'après Éris. Au Royaume-Uni, ce variant était responsable de 14,55 % de contamination, le 20 juillet. Le Covid EG.5.1 a fait augmenter l'hospitalisation dans ce pays, notamment parmi les personnes âgées. Aux États-Unis aussi, c'était le variant le plus propagé, avec 17,3 % de nouveaux cas enregistrés le 5 août, qui causait l'hospitalisation. Au début du mois d'août, celui-ci se présente dans 36 pays, surtout en Asie,,. La même tendance était constatée en France. Selon GISAID, ce variant y a gagné 35 % des analyses. (Or, l'épidémiologiste Antoine Flahault soulignait sur ce variant Eris qu'en été 2023, les autorités européennes ne disposaient d'aucune donnée fiable.) Ce qui reste certain était qu'en plein mois d'août, les variants Omicron circulaient sur l'hémisphère nord, à la différence des étés précédents, par exemple à Bayonne, où les fêtes de Bayonne ont contribué à propager le Covid.
À partir du 17 août, l'OMS plaçait un autre variant BA.2.86, dit désormais Pirola, dans la liste de surveillance. Si celui-ci y a été ajouté, c'était parce que ce variant possède un nombre important de mutations (plus de 30) en comparaison de l'origine BA.2. Le premier cas en France a été révélé par la Santé publique le 31 août, selon laquelle il s'agissait d'un prélèvement hebdomadaire du 21 août. Le 31 août, 25 autres séquences étaient enregistrés dans le monde entier, dont 10 cas en Danemark. Par ailleurs, à ce jour-là, la tendance du Covid en France restait EG.5, dont le sous-lignage EG.5.1 était majoritaire, avec 34% de contamination. À la fin de l'année 2023, le EG.5 était, assez rapidement, remplacé par le nouveau variant JN.1 (entre les 2 et 8 janvier 2024, le EG.5 ne restait que 3%) tandis que la propagation du BA.2.86 restait faible en France.

### Propagation très rapide du nouveau variant JN.1
Le variant BA.2.86 a donné naissance à son sous-variant JN.1 (ou BA.2.86.1.1), qui est devenu important. En novembre, ce dernier a été détecté dans plusieurs pays de l'Europe, y compris en France, ainsi qu'aux États-Unis. Tout comme d'autres variants d'Omicron, il n'y aurait pas de symptômes plus graves, mais il est plus transmissible. Le 19 décembre, l'OMS a déclaré le JN.1 comme une variante d'intérêt, dorénavant distinguée du BA.2.86. En effet, l'organisation avait constaté sa plus rapide propagation en comparaison d'autres souches, y compris son parent. Dans la semaine 44, ce variant ne présentait que 3,3 % de séquences dans le monde entier. Or, entre le 27 novembre et le 3 décembre (semaine 48), on compte 27,1 % de ses séquences et son existence dans 41 pays. La France est l'un des pays où le JN.1 augmentait très rapidement. Selon le bulletin de la santé publique France publié le 27 décembre 2023, le variant JN.1 y représentait 64% de séquences le 4 décembre (contre 52% pour celles du 27 novembre) et a atteint 92 % le 19 février 2024. C'est pour la première fois qu'en France hexagonale, un variant est arrivé à un tel niveau après la première vague d'Omicron par le B.1.1.529. Aux États-Unis aussi, le 5 janvier 2024 les Centres pour le contrôle et la prévention des maladies (CDC) ont déclaré qu'à partir du 24 décembre, les cas du JN.1 ont rebondi jusqu'à 61,6 % de contamination alors qu'au début de novembre, pendant deux semaines, le JN.1 ne représentait que 3 %. L'analyse des eaux usées, qui est actuellement la meilleure façon de détecter le Covid, confirmait cette tendance.
Ces CDC ont placé, le 31 janvier 2024, un nouveau variant BA.2.87.1 dans la liste de surveillance. Malgré plus de 100 mutations dont 32 environ sur la protéine Spike et 7 délétions,, celui-ci n'a pas provoqué de conséquence importante.

### Transition lente en 2024
En mai, le variant KP.2, de type FLiRT (caractérisé par deux mutations déterminantes F456L et R346T), a au contraire attiré l'attention des chercheurs. Dérivé du JN.1, il a gagné 28 % de contamination aux États-Unis au début de mai. Selon le bulletin de la Santé publique France publié le 7 août, le 15 juillet, la famille JN.1 représentait encore 99 % des séquences. En France, c'est son sous-variant KP.3.1.1 qui est alors en augmentation, avec 31 % des séquences. Le KP.2 n'y représente que 20 %.
Un mois plus tard, un nouveau variant, XEC, commence à circuler aux États-Unis et en Europe. C'est un variant recombinant des variants KS.1.1 et JP.3.3 (respectivement un variant FLiRT et un variant FLuQE).
Le bulletin de la Santé publique France, publié le 2 janvier 2025, ne mentionne aucun variant de Covid, car, en semaine 52 de 2024, le taux d'incidence estimé ne présentait que 9 cas pour 100 000 habitants. Or, d'après le bulletin publié le 18 décembre 2024, la lignée XEC atteignait en novembre 2024 40,1 % des séquences. Le KP.3.1.1, quant à lui, restait à 34,6 % de contamination.

### Diminution devant un nouveau groupe de variant
En 2025, c'était le variant LP.8.1 qui se propage timidement. Or, en mai un nouveau variant NB.1.8.1 a progressé rapidement en Extrême-Orient. Issu du variant XDV.1.5.1, NB.1.8.1 possède, en comparaison avec le variant JN.1 (en semaine 17, 9,7 % seulement), plus de mutations de la protéine spiculaire : T22N, F59S, G184S, A435S, L455S, F456L, T478I et Q493E. Si la Santé publique France classifiait ce variant dans un nouveau groupe, les scientifiques tel Ryan Gregory ont identifié sa caractéristique très complexe. Il s'agit en fait de plusieurs recombinaisons de groupe Omicron. Un autre nouveau variant XFG est une autre combinaison, et de même une descendante du BA.2.

### Usage des noms de monstres dans la légende et de nuages
Omicron, caractérisé de sa capacité de recombinaison, compte un grand nombre de variants. Inspiré par la mythologie grecque, on met en usage des noms de monstres grecs (et d'autres monstres célèbres), car, dans cette mythologie, les couples de monstre donnaient naissance à d'autres monstres, tout comme l'apparence de virus Omicron. D'abord, l'usage fut établie pour Orthos (CH.1.1) et Kraken (XBB.1.5).
C'est Ryan Gregory (mentionné au-dessus, université de Guelph) qui créa une liste de variants. En effet, d'une part, l'OMS cessa à attribuer le lettre grec à une nouvelle souche, après le variant Omicron. D'autre part, selon lui, le public peut être trompé, avec la dénomination d'après le lignage, qui devint de plus en plus compliquée. C'est pourquoi il avait proposé sa liste, en considérant qu'elle est indispensable :
BA.2.3.20 (Basilisk) ; BA.2.75 (Centaurus) ; BA.2.75.2 (Chiron) ; BA.2.75.6 (Dictys) ; BA.2.86 (Pirola) ; BA.4.1.9 (Cetus) ; BA.4.6 (Aeterna) ; BA.5.1 (Sphinx) ; BA.5.2 (Triton) ; BF.7 (Minotaure) ; BF.11 (Python) ; BJ.1 (Argus) ; BM.1.1.1 (Mimas) ; BN.1 (Hydra) ; BQ.1 (Typhon) ; BQ.1.1 (Cerberus) ; EG.5.1 (Éris) ; NB.1.8.1 (Nimbus (nuage)) ; XBB (Gryphon) ; XBB.1 (Hippogryph) ; XBB.1.16 (Arcturus) ; XFG (Stratus (nuage)).
En ce qui concerne le nouveau variant JN.1 ou BA.2.86.1.1, Ryan Gregory ne le qualifie que comme « clan Pirola ». Cependant, quelques journalistes ont commencé, malgré lui, à utiliser le nom de « Juno », qui n'a pas d'origine grecque.
Rien n'est officiel, or des journalistes emploient ces noms, mais avec la dénomination de lignage.